# 파라그 아그라왈

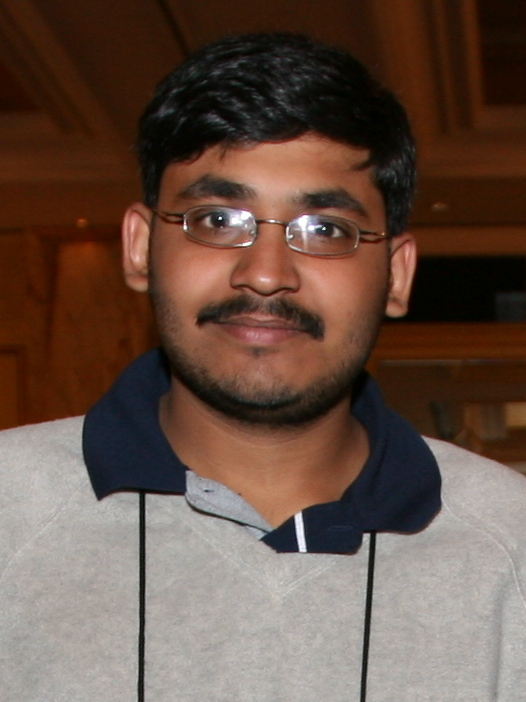
2005년 모습

파라그 아그라왈(Parag Agrawal, 힌디어 발음: [pəˈɾaːɡ əɡɾəˈʋaːl], 1984년 5월 21일 ~ )은 인도계 미국인 소프트웨어 엔지니어이자 사업가로, 2021년 11월부터 2022년 10월까지 트위터 (기업)의 CEO였다.

## 생애
라자스탄주 아지메르에서 태어났다. 아버지는 인도 원자력부의 고위 관리였으며 그의 어머니는 뭄바이의 비어마타 지자바이 기술 연구소에서 은퇴한 경제학 교수이다.

## 경력
아그라왈은 마이크로소프트 리서치와 야후! 리서치에서 인턴십을 진행했다. 이후 2011년 소프트웨어 엔지니어로 트위터에 합류했다.